# Secrets and Lies (boek)
Secrets and Lies is een boek van Bruce Schneier uit het jaar 2000. De ondertitel luidt: 'Digital security in a networked world' .
Het boek is een standaardwerk op het gebied van informatiebeveiliging.
In het boek gaat Schneier in op de risico's en bedreigingen die spelen in de digitale wereld. Daarbij beschrijft hij de maatregelen en technieken die kunnen helpen deze bedreigingen tegen te gaan. Het belangrijkste is zijn inzet om informatiebeveiliging als een proces te beschouwen en er derhalve voor te zorgen dat het aspect permanent de aandacht krijgt die nodig is.
Het boek bestaat uit drie delen:
- Deel 1 beschrijft het landschap: de dreigingen, de aanvalstechnieken en de vijanden.
- Deel 2 gaat onder meer in op de technische maatregelen, zoals cryptografie (waarin Schneier als een van de belangrijkste ontwikkelaars geldt), identificatie en authenticatie, netwerk- en platformbeveiliging.
- In deel 3 gaat hij in op de processen van risicobeheer en security management.

Het boek is uitgegeven door Wiley.
ISBN 0471453803 (als paperback). Het boek omvat ruim 400 pagina's.